# Керълайн Греъм
Керълайн Греъм (на английски: Caroline Graham) е английска сценаристка и писателка на криминални романи. В България е издавана и като Каролайн Греъм.

## Биография
Керълайн Греъм е родена на 17 юли 1931 г. в гр. Нънитън, графство Уорикшър, Великобритания.
Първият ѝ роман е „Танцът на огъня“ (1982). Световна известност ѝ донася поредицата романи за инспектор Том Барнаби, която става основа за успешния телевизионен сериал „Убийства в Мидсъмър“. Първият роман за инспектор Барнаби „Убийство в Баджър Дрифт“ е публикуван през 1987 г. и влиза в Топ 100 на криминалните романи на всички времена. Преведен е на български под името „Провинциално убийство“ от изд. Еднорог през 2000 г. Оттогава тя е написала още 6 романа за инспектор Барнаби, последният от които излиза през 2004 г.
Керълайн Греъм живее в графство Съфолк.

### Самостоятелни романи
- Fire Dance (1982)
- The Envy of the Stranger (1984)
- Murder At Madingley Grange (1990)

### Серия „Убийства в Мидсъмър“ (Chief Inspector Barnaby)
1. The Killings at Badger's Drift (1987)
Провинциални убийства, изд.: ИК „Еднорог“, Варна (2000), прев.
2. Death of a Hollow Man (1989)
Смъртта на една марионетка, изд.: Унискорп, София (2004), прев. Сашка Георгиева
3. Death in Disguise (1992)
Маската на смъртта, изд.: Унискорп, София (2005), прев. Теодора Давидова
4. Written in Blood (1994)
Написано с кръв, изд.: Унискорп, София (2005), прев.
5. Faithful Unto Death (1996)
6. A Place of Safety (1999)
Сигурно място, изд.: Унискорп, София (2006), прев. Сашка Георгиева
7. A Ghost in the Machine (2004)

### Детска литература
- B. M. X. Star Rider (1985)
- BMX-ers Battle it Out (1986)